# 李雪炎
李雪炎（1913年—1999年），男，直隶（今河北）定兴人，中华人民共和国军事人物，中国人民解放军少将，曾任中国人民解放军空军后勤部副部长。